# Core War

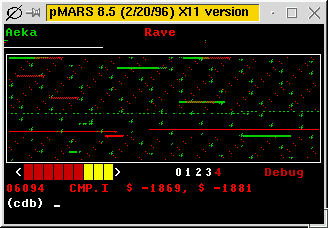
Ett spel av Core War som visas med grafiskt gränssnitt.

Core War (eller Core Wars) är ett programmeringsspel där två eller flera förprogrammerade kombatantprogram slåss om kontrollen av en virtuell dator. Dessa kombatantprogram är skrivna i assemblerspråket Redcode. Målet är att få motståndarens programs alla processer att avslutas så att man själv besitter kontrollen över hela datorn.